# Secretariatul de Stat pentru Problemele Revoluționarilor din Decembrie 1989
Secretariatul de Stat pentru Problemele Revoluționarilor din Decembrie 1989 este un organ de specialitate al administrației publice centrale, cu personalitate juridică, aflat în subordinea Guvernului României care are rolul de a asigura respectarea drepturilor persoanelor care au participat la Revoluția Română din 1989,
care asigură și coordonează la nivel central aplicarea reglementărilor legale în vigoare referitoare la revoluționarii din decembrie 1989.
Secretariatul continuă activitatea fostului Subsecretariat pentru Victimele Revoluției și a fostului Subsecretariat pentru Problemele Revoluționarilor.
Domeniul de activitate al Secretariatului de Stat pentru Problemele Revoluționarilor din decembrie 1989 este rezolvarea solicitărilor din partea revoluționarilor și asociațiilor de revoluționari în limita prevederilor legale conferite de Legea Recunoștinței față de eroii-martiri și luptătorii care au contribuit la victoria revoluției române din decembrie 1989, cu modificările și completările ulterioare și legislația în vigoare.
Sediul SSPR se află în Palatul Victoria.

## Scandaluri legate de SSPR
Deputatul PSD Vasile Emilian Cutean, care pînă în 20 decembrie 2004 a fost secretar de stat pentru problemele revoluționarilor, a fost citat la Departamentul Național Anticorupție în calitate de învinuit, pentru că ar fi alocat din bugetul secretariatului 4 miliarde lei vechi asociației de revoluționari pe care o conduce. După alte surse, suma a fost doar de 3 miliarde lei vechi, iar problema legală o constituie faptul că la data semnării ordinului de plată Emilian Cutean nu mai avea calitatea de secretar de stat.
În anul 2006, în documentele SSPR erau înscriși un număr de 28.224 de revoluționari.
Statul român a fost acuzat în presă de eliberarea de certificate de revoluționar fără justificare, ca de exemplu în cazul unei persoane din Brașov născute în 1997,
posesorii certificatul de revoluționar beneficiind de anumite foloase materiale.